# Adam Raczyński
Adam Raczyński (ur. w roku 1975 w Warszawie) – polski poeta. 
Absolwent filologii polskiej Uniwersytetu Warszawskiego. Jest laureatem Konkursu Poetyckiego im. Rafała Wojaczka. Publikował m.in. w "Studium", "Kresach", "Akcencie", "Czasie Kultury", "Pro Arte", "Tytule Roboczym", "Arteriach".   

## Zbiory wierszy
- Chorobal (Wydawca: Koło Podkowy, Podkowa Leśna 1998)
- Otwieracz (Wydawnictwo Zielona Sowa, Kraków 2004)
- Obce wanny (Dom Wydawniczy tCHu, Warszawa 2006)
- Słońce Północy (Wydawca: Stowarzyszenie Literackie im. Krzysztofa Kamila Baczyńskiego, Łódź 2011)
- Poza tym wszystkim (Wydawnictwo Kwadratura, Łódź 2015)